# Василюк, Иван Яковлевич
Иван Яковлевич Василюк — советский хозяйственный, государственный и политический деятель, Герой Социалистического Труда.

## Биография
Родился в 1912 году в селе Медно. Член КПСС с 1939 года.
С 1930 года — на хозяйственной, общественной и политической работе. В 1930—1980 гг. — слесарь, мастер, заместитель начальника вагонного участка по кадрам, секретарь первичной партийной организации вагонного участка на станции Котельниково Северо-Кавказских железных дорог, на руководящей советской и партийной работе в Сталинградской области, председатель исполнительного комитета Дубовского районного Совета депутатов трудящихся, первый секретарь Старополтавского райкома КПСС, первый секретарь Дубовского райкома КПСС.
Указом Президиума Верховного Совета СССР от 20 ноября 1958 года присвоено звание Героя Социалистического Труда с вручением ордена Ленина и золотой медали «Серп и Молот».
Умер после 1980 года.